# Esteban VI
Esteban VI o VII (Roma, ¿ ?-Roma, 14 de agosto de 897) fue el 113.er papa de la Iglesia católica, de 896 a 897.

## Pontificado
Al igual que su predecesor, Bonifacio VI, fue elegido papa con el apoyo del rey de Italia y emperador del Sacro Imperio Romano Germánico, Lamberto de Spoleto, quien tras ser expulsado de Roma por Arnulfo pudo retomar la ciudad tras la marcha de este debido a su estado de salud y a los problemas internos que surgían en su propio reino.
Al ser elegido ocupaba como obispo la diócesis de Anagni por nombramiento del papa Formoso, y tras su elección ordenó exhumar el cadáver de este para someterlo a juicio en un concilio que reunió a tal fin y que ha pasado a la historia como el “Concilio cadavérico” o “Sínodo del terror”.
En un principio demostró este papa que aprobaba la conducta seguida por Formoso al coronar a Arnulfo de Alemania, pues también él le reconoció emperador en una bula que cita Muratori. Aun sin ánimo de discutir este documento suyo, hay que tener en cuenta que Esteban VI dependía de su partido y que al mismo había de obedecer ciega y fatalmente. El poderío de Lamberto, que volvió a entrar en Pavía, y las artimañas de la furiosa Ageltruda le llevaron a reconocer como único emperador al hijo de ésta, Lamberto de Spoleto, y la orden del juicio contra la memoria de Formoso, aunque éste le había consagrado obispo. 

## El juicio a Formoso

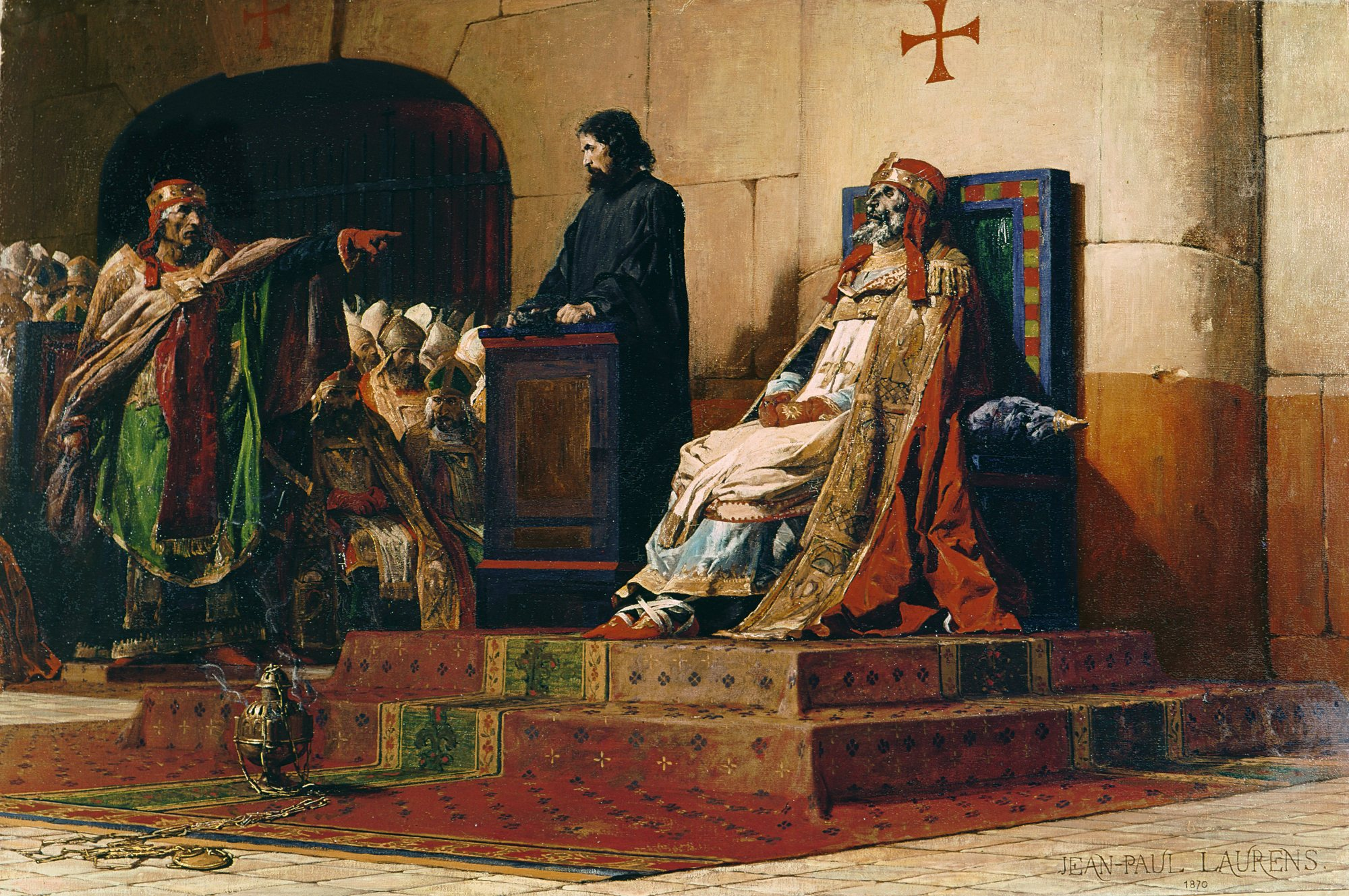
El papa Formoso y Esteban VI de Jean-Paul Laurens.

En dicho concilio, celebrado en febrero o marzo de 897 bajo su presidencia en la Basílica Constantiniana se procedió a revestir el cadáver de Formoso de los ornamentos papales y se le sentó en un trono para que escuchara las acusaciones. La principal de las cuales fue que siendo obispo de una diócesis, la de Porto, la había dejado para ocupar como Papa la diócesis de Roma.
Encontrado culpable se declaró inválida su elección como Papa y se anularon todas los actos y ordenaciones de su papado, lo que le permitió a Esteban VI no poder ser acusado del mismo cargo que Formoso ya que, al declararse nula su ordenación como obispo, no infringió la norma que le impedía ocupar la diócesis de Roma. Sin embargo, se decidió que cuantos hubiesen recibido las sagradas órdenes de manos de Formoso habían de ser ordenados de nuevo.
A continuación se despojó el cadáver de sus vestiduras, se le arrancaron de la mano los tres dedos con la que los latinos acostumbran a bendecir, luego fue arrastrado por las calles de Roma y entre los aullidos del populacho fue arrojado al río Tíber tras ser quemado.
Un terremoto que dañó Letrán fue interpretado como castigo divino y el pueblo romano indignado prendió a Esteban VI en dicho palacio para posteriormente estrangularlo el 14 de agosto de 897. 
Sergio, amigo de Esteban e irreconciliable adversario de Formoso, al subir al pontificado le levantó un mausoleo en San Pedro, con una inscripción en la que se insulta todavía la memoria de Formoso y se narra el trágico fin de Esteban.